# 中央シャッター
株式会社中央シャッター（かぶしきがいしゃちゅうおうシャッター）は、1970年創業の東京都足立区綾瀬にある、シャッターの修理・営繕・メンテナンスを主とした製造販売・施工メンテナンスなどを行う会社。傘下に横引シャッターなど3社を持つ。絶対に社員のクビを切らない、94歳の現役社員が働いていたなど、ユニークな経営方針で知られ、NHKを始めとするマスメディアの取材も多い。

## 概要
1970年2月、市川文胤が自宅である埼玉県八潮市にて創業。主に手動・電動シャッター及び店舗の出入り口の日差しテント、店舗や会社向けの看板などの製造・販売・施工・メンテナンスなどを行う。日本で横引きシャッターでトップシェアを持つ、「株式会社横引シャッター」など3社を傘下に収め、4社を中央グループと称している。特殊シャッターである「横引きシャッタ―」は株式会社横引シャッターが扱うのに対し、中央シャッターはそれ以外の従来の上下式シャッターと看板などを扱う。取引先は、スーパーゼネコンを初め、建設会社、個人商店、一般ユーザーと幅広く、夜間の緊急工事などにも対応している。一般ユーザーとの距離を縮める目的の広報紙『中央通信』を毎月、発行している。主要営業エリアは、東京23区、埼玉県、千葉県、神奈川県。創業時は万年人材不足だった経験から『社員を家族、大切にする経営方針』を取り、どんなことが あっても絶対にクビを切らない経営を続ける。

### 創業者
創業者の市川文胤（ふみたね）は、シャッターの修理業一代で4グループを築き上げた職人肌のアイデアマンで100件を超える特許申請を行った。群馬県甘楽郡生まれの父・文太郎が丁稚奉公で東京に来て始めた鉄工所の三男として生まれる。三男である事や兄弟仲が良くない事などで、独立を決意。タクシー運転手として働き、3年で300万円の事業資金を貯蓄。当時から"何時にどこに見込み客が多く来る"といったことを察知するような、独自の感覚を持っていた。1970年、集めた資金を元に素人でもシャッター塗装や修理業ならできるのではないかと考え創業。色々な仕事が『中央に集まる様に』との思いから社名「中央シャッター」 にした。シャッターの塗装に始まり、客から『シャッターの修理が出来ないか？』と言われ、見よう見まねで始めた。その後、客から『良いテント屋はいないか』と聞かれたが、自分のスーツを仕立てていた仕立て屋が辞めて田舎に帰る事を知り、スカウトをしてテント業も始め、『良い看板屋が居れば紹介してもらいたい』と言われ、看板業を始めた。さらには、下請けのプラスチック成型機業者が廃業する事を知り、社長と機械を全部引き取り自社製品のプラスチック成型を始める。シャッターでは、緊急工事の対応などに注力するなど地道な営業活動で礎を築く。
1970年の創業当時の市川文胤は、既に市場にあった横引き式シャッターの修理を主な業務としていたが、当時の横引きシャッターは上下式シャッターを単に横向きにし、下にタイヤをつけてレール上を走らせる構造が主流だった。この構造では、レール上にゴミがたまりやすく、動きが悪くなったりして故障が多く、大手メーカーが販売を中止。文胤は、カーテンのようにレールを上部につけた「上吊式横引きシャッター」を開発。その後、特殊シャッターのメーカーとして「横引シャッター」を創業する。「上吊式横引きシャッター」は特許を取得し、1999年の大型商業施設での受注をきっかけに大ヒット商品となり、日本国内でトップシェアを獲得し、KIOSKや地下鉄の売店などで広く採用されるに至る。文胤は、ホームレスを雇ったり、会議を6時間も続けたりするような破天荒な人物であったが、不思議に人望があったという。

### 二代目
根っからのアイデアマンであった文胤は自社開発にこだわり、採算を度外視した新製品の開発に資金をつぎ込んだために赤字がかさんでいた。二代目、市川慎次郎は、2004年から返済の道を探求。無駄な経費節減とともに、給与遅延が発生し不満の温床であった経理部社員に対し、100万円以上の給与を一気に支給することで、慎次郎の進める改革への協力を得ることに成功した。仕入先への返済や銀行などの繰り上げ返済も開始し、信頼を回復。6年間で7億円の負債を返済した。2011年には文胤が急逝するが、役員から選ばれた新社長は、新会社設立を目論み計画倒産の道を選択。慎次郎を追放する。数か月後、紆余曲折の末に社長に就任。この時点で82名の社員は11名にまで激減していた。慎次郎は自社開発へのこだわりを捨て、資金を一点集中させる開発を続け、全国に提携会社を作ることで、経営を立て直し延滞金を含め10億円の負債を完済し現在は事実上の無借金経営とする。
広報の一環として「カニ部長」をデザインしたグッズ販売、着ぐるみによる地域活動への参加、ゆるキャラグランプリへの参加やCDデビューなどユニークな試みやフェイスブック、インスタグラムなどSNSを戦略的に使うなど、中小企業であるがゆえに、自らが宣伝塔となっての情報発信に取り組んだ。これは慎次郎が中小企業でも自信を持って従業員が働ける会社にしたいという願望があったためだが、その背景には先代の経営に取り組む姿勢が、大きく影響を与えている。
2021年10月には、足立区功労者徳行賞、及び11月には足立区福祉協議会から長年にわたり、同協議会を通じ公共施設に無償寄贈したとの理由で表彰されダブル受賞を果たした。

## CSR
CSRに熱心な企業としても知られ、2018年に東京都より『平成29年度「がん患者と仕事の両立への優良な取り組みを行う企業表彰」優良賞』を受賞したほか、「定年なき雇用」や「新型コロナウイルス感染拡大防止対策」としてフェイスシールドやアクリルパーテーションなどを地元のほか、各地の地方自治体などへの寄付を行っている。その他、講師を招いての無料で参加できるヨガ教室などを開催している。

## 沿革
- 1970年（昭和45年） - 2月、市川文胤により埼玉県八潮市にて創業[1]。
- 1971年（昭和46年） - 2月、東京都足立区綾瀬4丁目29番12号にて営業所及び工場を開設。
- 1973年（昭和48年） - 4月、東京都足立区綾瀬6丁目31番5号に綾瀬工場を開設。
- 1974年（昭和49年） - 1月、株式会社中央シャッターとして法人設立。
- 1977年（昭和52年） - 1月、テント部門を株式会社中央テントとして法人設立。
- 1979年（昭和54年） - 8月、東京都足立区綾瀬7丁目にシャッター及びテント工場を開設。
- 1986年(昭和61年) 
  - 2月、東京都足立区綾瀬6丁目38番7号に鉄骨3階建て新工場を新築。
  - 4月3日、株式会社横引シャッターを設立。
- 1987年（昭和62年） - 10月、埼玉県八潮市大字古新田に新工場を開設、金物部門を移転。
- 2012年（平成24年）-　市川慎次郎が社長に就任。
- 2015年（平成27年）-　日本の少子化対策として、ベトナム人技能実習生を受け入れ開始。月曜日の午前は実習生を日本語学校に通わせている[20]。
- 2016年（平成28年） - 子会社の株式会社横引シャッターが「煌めくオンリーワン・ナンバーワン企業」（『21世紀を拓くエクセレントカンパニー2016年版』産経新聞生活情報センター企画、ぎょうけい新聞社）に選出される[21]。
- 2017年（平成29年）- 2月24日、ゆるキャラの「カニ部長」と社長アイドル「スタイリッシュハート」のユニットが結成され、テーマソング「おしえてカニ部長」が全国発売される[22]。
- 2018年（平成30年） - 3月2日、東京都より平成29年度「がん患者と仕事の両立への優良な取り組みを行う企業表彰」優良賞受賞[2]。
- 2019年（令和元年） - 第32回優良企業表彰制度（しんきん評議会） 表彰企業に[3]。
- 2020年（令和2年）
  - 『 煌めく企業 オンリーワン・ナンバー ワン企業』21世紀を拓くエクセレントカンパニー2020年度版に選出される[1][13]。
  - 5月15日、足立区へ新型コロナウイルス感染拡大防止対策として、アクリルパーティション100セットを寄贈したことを皮切りに、足立区役所約200台、綾瀬警察署25台、熊本市役所100台、石川県庁100台、沖縄県庁100台その他83台の寄贈を実施[1][23]。
  - 令和2年度東京都スポーツ推進企業に選定される[24]。
  - 7月2日 - この日が、一般社団法人・日本記念日協会により『中央シャッターの日』 に認定・登録された。社名の「中央」にちなみ一年365日の真ん中の日にあたる7月2日とした[25]。
- 2023年
  - 10月18日、市川慎次郎著『新入社員は78歳 小さな会社が見つけた誰もが幸せを感じられる働き方』（かんき出版）刊行。紀伊国屋書店、三省堂書店など複数の書店で売上ランキング首位を獲得[26][27]。

その他

## 受賞歴

### 足立区功労者表彰
- 令和2年 受賞
- 令和3年 受賞
- 令和5年 受賞

## 講演会・セミナー
- 2016年3月23日以降-

※詳細は、公式サイトを参照。

## 所在地

### 本社
東京都足立区綾瀬6丁目31番5号

### 工場
- 綾瀬工場:東京都足立区綾瀬
- 三郷工場:埼玉県三郷市戸ケ崎
- 垳工場:埼玉県八潮市垳

### 公式サイト
- 株式会社中央シャッター・株式会社中央テント公式サイト
- 株式会社中央シャッター (株式会社中央シャッター-115275243719024) - Facebook
- 中央グループ (@chuo_group) - X（旧Twitter）
- #中央シャッター (@中央シャッター) - Instagram

### ドキュメンタリ―動画
- 「中央シャッタードキュメント 復活の軌跡」【第1話】 【第2話】【第3話】（YouTube）  - 中央シャッターの企業再生までの道のりをドキュメンタリータッチで描いた再現ドラマ